# Берг, Исай Давидович
Иса́й Дави́дович Берг (1905, Москва — 7 марта 1939, Москва) — работник органов государственной безопасности СССР, старший лейтенант государственной безопасности (1938), один из главных палачей Бутовского полигона. Расстрелян в 1939 году, в ходе последующих кадровых чисток и перестановок в НКВД.

## Биография
Родился в 1905 году в Москве в еврейской семье. Кроме него, в семье были братья Яков и Лазарь.
В 1920 году вступил в ряды Красной армии, с 1925 года — командир взвода. С 1930 года — член ВКП(б).
С 1934 года работал в Московском областном управлении НКВД в должности начальника административно-хозяйственной части. В апреле 1936 года присвоено звание младшего лейтенанта государственной безопасности. До 9 ноября 1936 года — оперуполномоченный Кунцевского РО НКВД Московской области. 9 ноября 1936 года по 25 августа 1937 года — начальник Верейского РО НКВД Московской области. С 2 сентября 1937 года — инспектор УНКВД Московской области (с августа 1937 по август 1938 — начальник АХО УНКВД Московской области). 2 декабря 1937 года присвоено звание лейтенанта государственной безопасности. По версиям, изложенным в газетных публикациях: на Бутовском полигоне Берг руководил группой, которая занималась исполнением смертных приговоров, выносившихся «тройкой» УНКВД МО и центральной «двойкой» НКВД СССР по Москве.
Снят с должности «за участие в безобразной пьянке и непристойное поведение в квартире сослуживца», о чём ранее в органы написала его собственная тёща. Арестован 4 августа 1938 года. Позже к бытовым обвинениям было добавлено обвинение в «участии в террористической троцкистской организации, действовавшей в управлении НКВД по Московской области» (по этому «делу» был арестован ряд руководящих сотрудников УНКВД Московской области: Г. М. Якубович, Н. С. Шершевский, И. П. Фаворов, Л. Д. Кронгауз, В. М. Зарин, А. В. Кузнецов, Н. П. Бессараб и др.; там же оказался и первый следователь Берга — М. Г. Тительман). Внесён в список Л. Берии — А. Вышинского от 15.2.1939. по 1-й категории.
По приговору Военной коллегии Верховного суда СССР (ВКВС) был расстрелян 7 марта 1939 года. Место захоронения — могила невостребованных прахов № 1 крематория Донского кладбища.
После смерти И. В. Сталина семья Берга попыталась поднять вопрос о его реабилитации, в чём ей было первоначально отказано, но после посмертной реабилитации бывшего начальника УНКВД Московской области С. Ф. Реденса Берг также был реабилитирован посмертно по решению ВКВС СССР 6 июня 1962 года.

## Награды
- Нагрудный знак «Почётный работник ВЧК-ОГПУ (XV)» (1937)[4].

## Обвинения в изобретении «душегубок»
Существует получившая распространение в СМИ версия о том, что Берг обвинялся во внесении рационализаторского предложения — в кузов машины, внешне напоминавшей хлебный фургон, выводилось отверстие выхлопной трубы, и находившиеся там люди отравлялись продуктами сгорания. В случае, если жертвы не умирали от удушья, то они находились в полубессознательном состоянии, что облегчало их ликвидацию. В 1938 году Берг обвинялся в том числе именно как изобретатель «душегубок».
В 1993 году, отвечая на вопрос читателя газеты «Аргументы и факты», подполковник Главного управления охраны Российской Федерации А. Олигов утверждал, что «действительно, отцом "душегубки" — специально оборудованного автофургона типа "Хлеб" с выведенной в кузов выхлопной трубой — был начальник административно-хозяйственного отдела Управления НКВД по Москве и Московской области И. Д. Берг», указав на то, что «по своему прямому назначению — для уничтожения людей — "душегубка" была впервые применена в 1936 г.». В свою очередь авторы «Энциклопедии заблуждений. Третий рейх» Л. Б. Лихачёва и историк М. А. Соловей выступили с критикой данного утверждения Олигова, отметив, что несмотря на то, что относительно Берга «есть версия, что его приговорили к смерти именно за изобретение душегубки», тем не менее «сам обвинённый на суде своё авторство отрицал». Кроме того, в 1956 году его дело было пересмотрено судом и «причастность Берга к „газенвагенам“ также не была доказана». Тем не менее, версию использования выхлопных газов автомобиля для умерщвления заключённых И. Бергом поддерживает британский историк Кэтрин Меридэйл. В свою очередь канадский историк Роберт Геллатли писал, что «советская власть иногда использовала газовый фургон (душегубку), как в Москве в 1930-е годы, но насколько обширным это было, необходимо дальнейшее исследование». При этом он же отметил, что во время проведения программы эвтаназии в оккупированной Польше нацисты стремились к более эффективному и более скрытому процессу истребления людей и, таким образом, «изобрели первый газенваген, впервые применённый Гербертом Ланге 15 января 1940 года в Вартегау» .